# Vérité
Pour les articles homonymes, voir Vérité (homonymie).

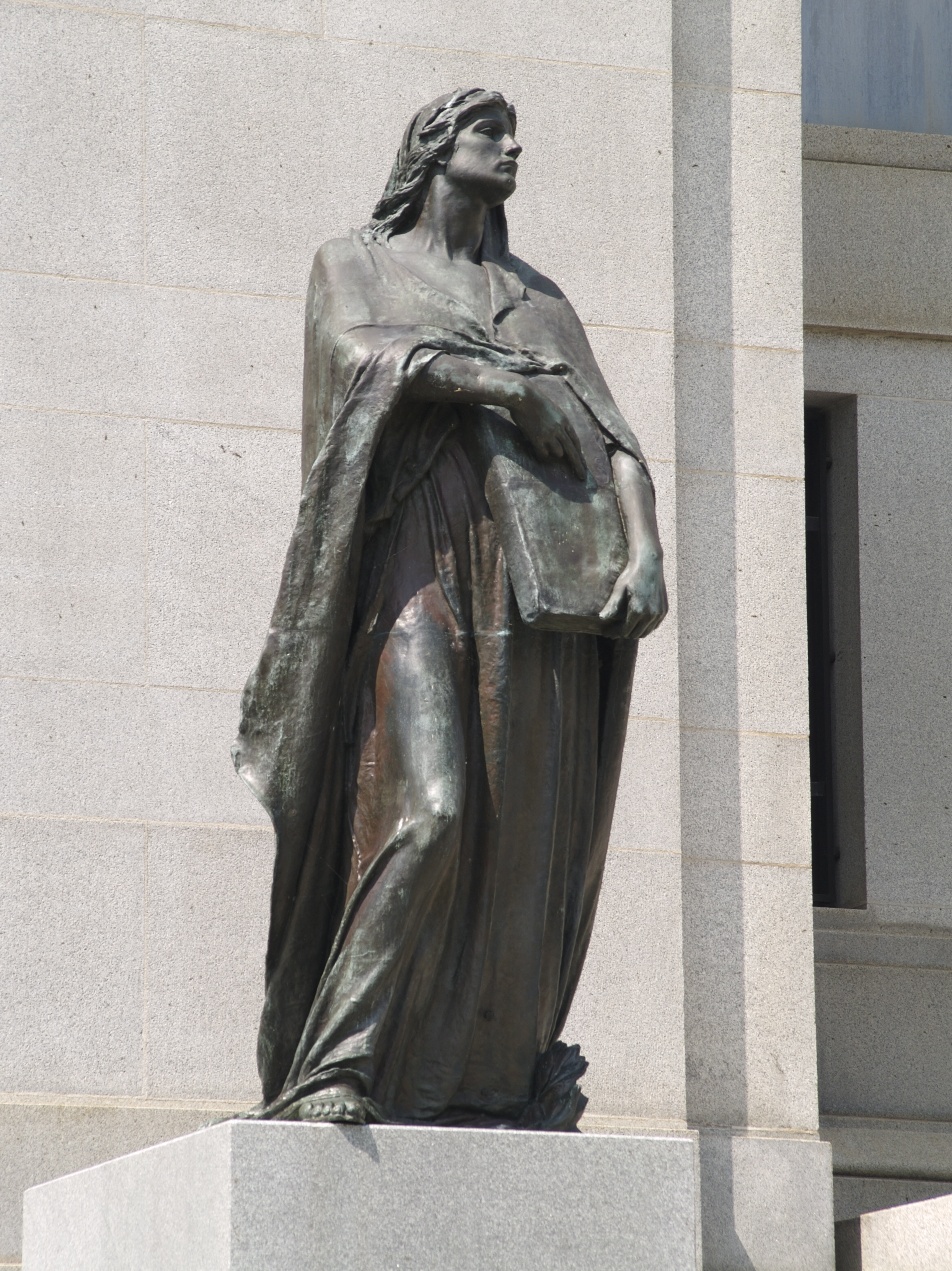
Walter Seymour Allward, Veritas, 1920.

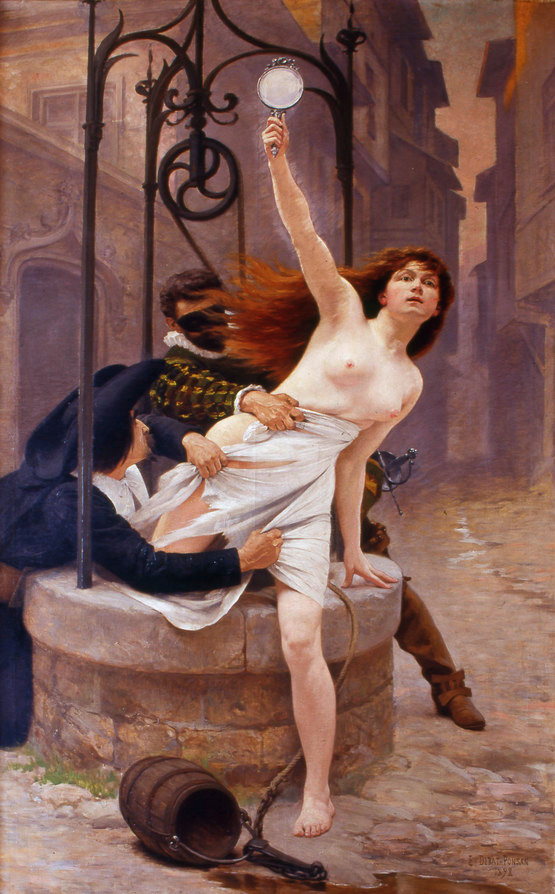
Nec mergitur ou La Vérité sortant du puits, toile de Édouard Debat-Ponsan, 1898.

La vérité (du latin veritas, « vérité », dérivé de verus, « vrai ») est la correspondance entre une proposition et la réalité à laquelle cette proposition réfère. Cependant cette définition correspondantiste de la vérité n'est pas la seule, il existe de nombreuses définitions du mot et des controverses classiques autour des diverses théories de la vérité.
En mathématiques, une vérité première admise sans démonstration est un axiome.

## Définition de la vérité

### Définition générale
La vérité est un concept abstrait qui se situe à la confluence, pour l'Homme, d'une croyance en un système issu de la conscience et représentatif de réalité, et de l'emploi du langage correspondant à cette vérité  à laquelle s'applique le symbolisme phonétique.

### Théories de la vérité

#### Correspondantisme
Le correspondantisme, appelé aussi théorie de la vérité-correspondance, est l'ensemble des théories définissant la vérité comme une relation de correspondance entre un énoncé et une chose réelle. Un énoncé est vrai seulement s'il correspond à la chose à laquelle il réfère dans la réalité.

#### Cohérentisme
Le cohérentisme est l'ensemble des théories définissant la vérité comme une relation de cohérence systématique d'une théorie composée de multiples énoncés. Un énoncé est vrai seulement s'il fait partie d'un système cohérent d'énoncés.

#### Pragmatisme
Le pragmatisme est l'ensemble des théories définissant la vérité comme la propriété d'une croyance qui se révèle satisfaisante à la fin de l'étude. William James et Charles Sanders Peirce sont les deux grands représentants du pragmatisme.

#### Constructivisme
Le constructivisme est l'ensemble des théories selon lesquelles la vérité est le produit d'une construction sociale contingente.

#### Redondantisme
Le redondantisme est la théorie de la vérité selon laquelle la vérité est indéfinissable car redondante. Le redondantisme est caractérisé par la thèse d'équivalence selon laquelle énoncer une proposition (affirmation) est équivalent à affirmer que cette proposition est vraie ; autrement dit : « p est vrai" » est équivalent à l'énoncé « p est » tout seul, ce qui revient à dire que « …vrai » ne signifie rien de plus. Gottlob Frege est le premier à avoir défendu le redondantisme[réf. nécessaire].

## Différentes formes de vérité

### La vérité d'un point de vue logique

#### Valeurs
Une proposition exprime un jugement ; elle contient des mots qui renvoient à des concepts, elle a une structure interne, mais en même temps elle forme un tout : dès qu'elle exprime le jugement elle l'unifie, en ce sens qu'elle appelle de la part du récepteur une option qui prend la forme d'une acceptation, d'un refus ou d'un doute. La logique classique n'accepte que les deux premières possibilités : une proposition est vraie ou fausse. Il serait possible d'objecter que le schéma binaire vrai-faux n'est pas pertinent du fait qu'il n'y a pas que des chats blancs et des chats noirs, mais beaucoup de chats de couleurs diverses. Ce serait oublier que, dans cette vision, le faux s'oppose au vrai, non comme le noir s'oppose au blanc, mais comme le non-blanc s'oppose au blanc. Cependant, cette dichotomie vrai-faux est contestée d'un autre point de vue : que se passe-t-il si la réponse à la question posée n'est pas connue ? La position de Bertrand Russell est que la vérité des choses est indépendante de nos moyens de les atteindre ; tel n'est pas l'avis des intuitionnistes tels Roger Apéry qui propose en particulier de n'appliquer le principe du tiers exclu qu'aux objets mathématiques finis. Pour un intuitionniste une proposition est vraie si l'ensemble de ses démonstrations est habité et est fausse si l'ensemble de ses démonstrations est vide.
Un autre problème a été soulevé depuis les Grecs : certaines propositions ne peuvent sans paradoxe se voir attribuer une valeur de vérité ; la plus connue est sans doute le paradoxe du menteur : « Cette affirmation est fausse ». D'autres affirmations peuvent être vraies ou fausses, au choix, ainsi que l'affirme le théorème de Gödel (plus précisément, on peut librement les choisir comme axiomes ou choisir leurs négations comme axiomes, ce qui revient à dire que leur vérité est conventionnelle ; le cas le plus connu de cette situation est le postulat d'Euclide, indépendant des autres axiomes de la géométrie).

#### Traitement des fonctions de vérité
Au XIXe siècle, Boole, Schröder et Frege, parmi d'autres, s'attachèrent à dégager des structures ; Boole fut le premier à écrire la logique en symboles maniables ; il avait en vue une algébrisation du langage dans ce contexte sans cependant se préoccuper outre mesure des fondements ; Frege interpréta tout connecteur comme une fonction, inventant en 1879 le terme fonction de vérité pour signifier qu'en logique propositionnelle la valeur de vérité d'un énoncé composé ne dépend que des valeurs des énoncés simples à partir desquels il est formé, et non du contenu. En d'autres termes, les connexions sont utilisées au sens matériel ; car Frege avait ressuscité le conditionnel philonien dont il avait découvert l'efficacité.

#### Sémantique et syntaxe
Quand on tente d’expliquer le sens d’une expression, on emploie d’autres expressions, ainsi dans un cadre déductif et prédicatif et dans une théorie donnée, il y a des concepts qui ne reçoivent pas de définition ; au début d’une théorie prédicative il y a des termes premiers ; prescrire lesquels est une affaire de choix. D’autre part, une fois les termes premiers choisis, il faut une méthode pour construire les énoncés, et des règles de déduction, cela constitue la syntaxe.
Une « réalisation » d'un langage du premier ordre, ou encore structure pour ce langage, associe un élément sémantique - individu, relation ou fonction - à chaque élément syntaxique - respectivement symbole d'individu, symbole de prédicat ou signe fonctionnel. Une formule est dite « valide » dans une structure si elle est satisfaite - donne donc lieu à un énoncé vrai - pour tous les individus de la structure.
Un « modèle » d'un ensemble de formules est une structure qui rend valide chaque formule de l'ensemble (voir théorie des modèles). Une théorie est un ensemble de formules, si elle a un modèle elle est dite « satisfaisable ». Une formule est « universellement valide » si elle est valide dans toute réalisation du langage sur lequel elle est construite. La question de savoir si tout énoncé sémantiquement vrai est syntaxiquement démontrable, ainsi que la possibilité ou non d'effectuer un test de vérité ou de fausseté mécanisable (ou programmable), dépendent de la théorie concernée.

#### Quine et nominalisme
Quine introduit des schémas ou modèles d'énoncés qui jouent en sémantique un rôle analogue à celui que d'autres auteurs font jouer aux « formules » de la syntaxe. Les énoncés sont des instances particulières de ces schémas, ils en résultent par substitution, la même expression étant substituée à toutes les occurrences d'une même lettre. Ainsi il peut arriver qu'un énoncé soit vrai en raison de sa structure logique seulement, par exemple : 

« S'ils drainent l'étang mais ni ne rouvrent la route ni ne draguent le port ni n'assurent aux montagnards un marché, et par contre s'assurent à eux-mêmes un commerce actif, alors on aura eu raison de dire que s'ils drainent l'étang et rouvrent la route ou s'ils draguent le port ils assureront aux montagnards un marché et à eux-mêmes un commerce actif. »

— W.V.O. Quine Méthodes de logique
Malgré les apparences, c'est en effet une lapalissade, comme l'on s'en assurera sans peine, son schéma est du type : Si P et non-Q et non-R et non-S et T, alors [(P et Q) ou R] seulement si (S et T). Quine qualifie de tels schémas de « valides » ; il nomme « implication » un conditionnel valide, donc chez lui « implication » et « conditionnel » ne sont pas synonymes ; mais on retrouve bien le même concept de validité, implémenté différemment de la théorie classique.
Cette primauté de la sémantique provient de la philosophie nominaliste de Quine : les schémas sont des mannequins (« dummies ») qui n'appartiennent pas à un langage-objet ; les valeurs de vérité ne sont pas des objets abstraits mais des manières de parler des propositions vraies et des propositions fausses ; ces dernières sont les énoncés déclaratifs eux-mêmes plutôt que des entités invisibles cachées derrière eux.

### Vérité scientifique

#### Point de vuepragmatique
Les applications utiles que l'on peut tirer des théories scientifiques en sont une vérification partielle et indirecte. Une théorie n'est pas « vraie » dans ce sens seulement qu'elle est matériellement utile : c'est plutôt qu'on ne pourrait en tirer aucune application utile si elle ne contenait pas une part de vérité.

#### Vérification, réfutation et corroboration
Selon un point de vue répandu, les sciences empiriques se caractérisent par le fait qu'elles utilisent ou devraient utiliser des méthodes inductives, partant de propositions singulières pour aboutir à des propositions universelles. Cependant, prise à la lettre, une telle extrapolation induit des risques d'erreur : peu importe le nombre de cygnes blancs que l'on a observés, rien ne pourra nous permettre d'affirmer que tout cygne est nécessairement blanc ; aussi Reichenbach adoucit-il cette prétention en avançant que les énoncés scientifiques ne peuvent atteindre que des degrés continus de probabilité dont les limites supérieure et inférieure, hors d'atteinte, sont la vérité et la fausseté. Karl Popper conteste cette approche.
À défaut de pouvoir prouver une théorie, on peut s'attacher à la réfuter. La théorie est corroborée si elle réussit les tests de réfutation. À la « logique inductive » et ses degrés de probabilité, Popper oppose ce qu'il appelle une méthode déductive de contrôle. Popper croyait à la vérité absolue comprise comme une catégorie logique ; il ne croyait pas que notre science puisse l'atteindre, ni même qu'elle puisse accéder à une probabilité du vrai ; en fait, il alla jusqu'à douter qu'elle constitue une connaissance : « La science n'est pas un système d'énoncés certains ou bien établis, non plus qu'un système progressant régulièrement vers un état final. Notre science n'est pas une connaissance - épistêmê - : elle ne peut jamais prétendre avoir atteint la vérité ni même l'un de ses substituts, telle la probabilité. » Par là Popper s'oppose directement aux « pragmatistes » qui définissent la vérité scientifique en termes de « succès » d'une théorie.
Et cependant il ne doutait pas que cette vérité existât quelque part. Il s'appuie pour cela sur les travaux de Tarski concernant la validité et les modèles, en particulier le concept de « fonction propositionnelle universellement valide » qui aboutit à l'existence d'énoncés vrais dans tous les mondes possibles. Il en donne une traduction dans le domaine des sciences de la nature : « On peut dire qu'un énoncé est naturellement ou physiquement nécessaire si et seulement si on peut le déduire d'une fonction propositionnelle satisfaite dans tous les mondes qui ne diffèrent de notre monde, s'ils en diffèrent, qu'eu égard à des conditions initiales. »

#### Thomas Kuhn et les paradigmes
L'activité scientifique normale, dit Kuhn, est fondée sur la croyance que la communauté scientifique sait comment est constitué le monde. Aussi a-t-elle tendance à laisser de côté provisoirement toute anomalie propre à ébranler ses convictions de base. Quand les spécialistes ne peuvent ignorer plus longtemps de telles anomalies, alors commencent les investigations extraordinaires qui les conduisent à un nouvel ensemble de convictions : c'est ce que Kuhn nomme une révolution scientifique. Ainsi, le développement historique de la science est-il fait d'alternances entre ce que Kuhn appelle des « périodes de science normale » où le savoir est cumulatif à l'intérieur d'un système conceptuel donné ou paradigme, et de « périodes révolutionnaires » qui voient s'opérer les changements de paradigme à la suite d'une crise.
Une partie des scientifiques résiste ordinairement à un changement de paradigme. On pourrait s'attendre à ce qu'il suffise d'une seule preuve pour rendre fausse une théorie ; pour Kuhn cependant, l'observation du comportement de la communauté scientifique montre que face à une anomalie les savants préfèrent élaborer de nouvelles versions et des remaniements ad hoc de leur théorie. Les savants changent de paradigme lorsque les ajustements pour faire concorder leur paradigme et les anomalies ne sont plus considérés comme satisfaisants.
Ainsi, l'acte de jugement qui conduit les scientifiques à rejeter une théorie antérieurement acceptée est toujours fondé sur quelque chose de plus qu'une comparaison de cette théorie avec le monde.

### Vérité dans le droit
La question de la vérité est étroitement liée à celle de la justice. D'un point de vue judiciaire la vérité se conçoit comme « ce qui est vrai », à savoir ce dont on peut rapporter la preuve, il faut donc y admettre et identifier les limites.

### Vérité historique
La recherche de la vérité historique pose différentes questions relatives à la méthodologie historique. Il faut donc prendre en compte l'interdisciplinarité (étendue du champ d'investigation), la recherche des matériaux et sources, la critique des matériaux et sources (fiabilité, mise en correspondance ainsi que la méthode d'interprétation de ces matériaux pour l'écriture de l'histoire).

### La vérité du point de vue philosophique et religieux
Dans l'encyclique Fides et ratio (1998), le mot « vérité » revient à de nombreuses reprises. Dans cette encyclique, Jean-Paul II affirme que l'objectif de la philosophie devrait être tourné « vers la contemplation de la vérité et la recherche de la fin dernière et du sens de la vie ».

## Histoire de la notion de vérité
D'après Georges Van Riet, « les notions d’histoire de la philosophie et de vérité semblent antinomiques » si on suit la pensée de Hegel suivant laquelle « la vérité que recherche la philosophie étant éternelle et immuable, alors elle ne tombe pas dans le domaine de ce qui passe, et elle n'a pas d'histoire ». Cependant, Hegel lui-même a proposé une philosophie de l'histoire, qui prétend résoudre cette contradiction en affirmant que les philosophies singulières ne sont que des étapes dans le développement progressif de la philosophie qui n'est rien d'autre que la marche de l'Esprit vers la prise de conscience de lui-même dans sa vérité.

### Vérité dans la philosophie antique et médiévale

#### Parménide et Héraclite
Selon l'historien de la philosophie Edouard Zeller, on peut distinguer deux périodes dans la philosophie présocratique : pour les premiers ioniens (Thales, Anaximandre,...), les pythagoriciens et pour Parménide, la question fondamentale est celle de la substance des choses : de quoi sont faites les choses? À partir d'Héraclite, "la question fondamentale est celle des principes du devenir et du changement".
De Parménide, il nous reste des fragments de son poème De la Nature, dans lequel il oppose nettement deux voies de recherche : l'une est "le chemin de la certitude qui accompagne la vérité", l'autre est "ce qui se pense selon les opinions humaines". La première voie dit que l"Être est et qu'il n'est pas possible qu'il ne soit pas". L'autre dit que "l'Être n'est pas et nécessairement le non-être est".Comment comprendre cette notion parménidienne de l'Être"? Sébastien Charles oppose ceux qui font de Parménide le fondateur de la métaphysique : Hegel, Nietzsche et Heidegger (qui a consacré tout un cours à Parménide), et ceux qui à la suite de Burnet (Luc Brisson ou Yvon Lafrance), considèrent que l'Être parménidien ne désigne rien d'autre que le monde matériel dans sa globalité. Toujours est-il que la pensée de Parménide s'oppose à celle d'Héraclite. "Pour Parménide, l'unité de l'être rend impossible la déduction du devenir et de la multiplicité; pour Héraclite, au contraire, l'être est éternellement en devenir."

#### Scepticisme
Selon André Verdan, "les sceptiques ne disent pas que la vérité est insaisissable, ils disent qu'ils ne l'ont pas trouvée et qu'elle leur paraît introuvable, sans exclure l'éventualité d'une telle découverte".
Le scepticisme commence avec les grecs. Pyrrhon a vécu au  IVe siècle av. J.-C. Devant la diversité des doctrines philosophiques, il est amené à prôner "l'époché" : la suspension du jugement et l'"aphasie" : le refus de se prononcer.
Au XVIe siècle, Montaigne a repris et prolongé la pensée de Pyrrhon dans les Essais, notamment au chapitre "Apologie de Raymond Sebond" : selon lui, ni les sens ni la raison ne nous permettent d'atteindre la vérité. D'où sa fameuse devise : " Que sais-je" gravée en 1576 sur une médaille, avec l'image d'une balance en équilibre.
Au XVIIIe siècle, David Hume va critiquer la métaphysique en montrant l'inaptitude de l'homme à atteindre la vérité absolue. Il défendra un scepticisme mitigé "consistant à limiter nos recherches à des sujets qui sont mieux adaptés à l'étroite capacité de l'entendement humain".

#### L’héritage de Platon et d’Aristote

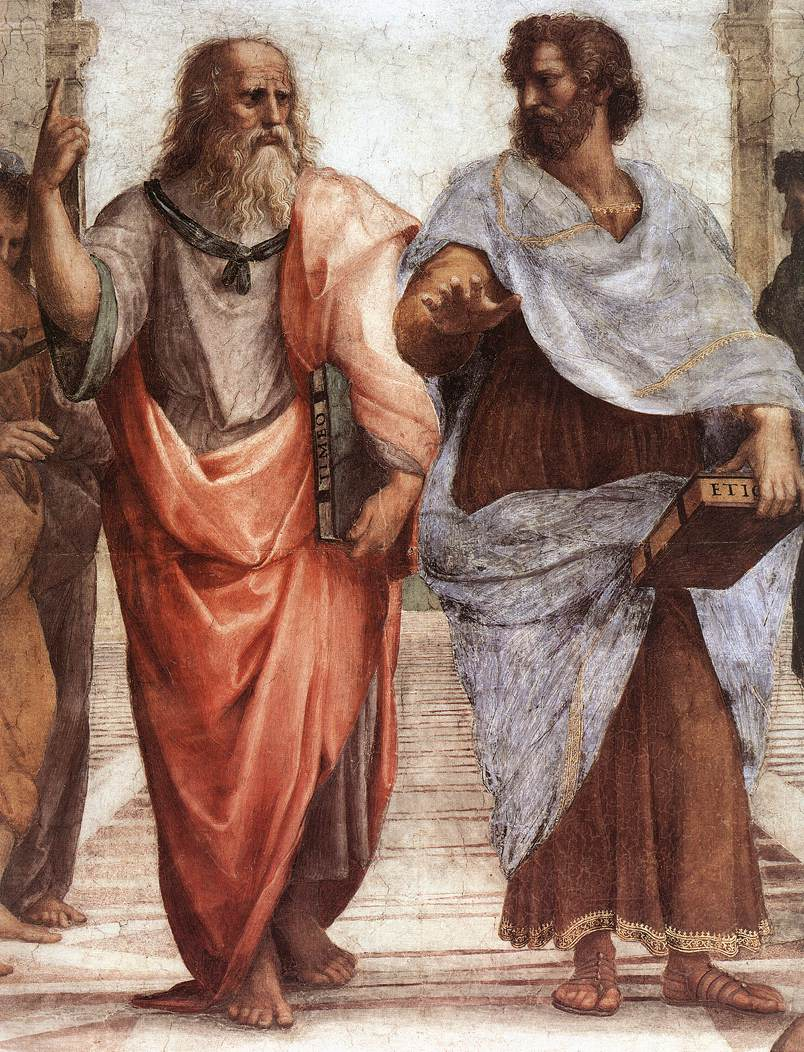
Platon (à gauche) et Aristote (à droite). Aristote pointe le sol par le plat de sa main droite, ce qui symbolise sa croyance dans la connaissance par le biais de l'observation empirique et de l'expérience tout en tenant, dans l'autre main, une copie de son Éthique à Nicomaque. Platon pointe le doigt vers le ciel symbolisant sa croyance dans les idées (détail de la fresque L'École d'Athènes en 1509 du peintre italien Raphaël).

Platon s'oppose fondamentalement aux sophistes, leur reprochant de promouvoir une conception relativiste de la vérité (cf Protagoras et sa fameuse devise : "l'homme est la mesure de toutes choses") dans le but de manipuler le langage, la sophistique étant l'art de convaincre et de plaire. Contre cet usage du langage, il pose la question du "discours vrai", ce qui le conduit à formuler sa théorie des Idées, censées contenir toute vérité intelligible: les Idées (ou formes =eidos) sont des réalités parfaites, éternelles et immuables, dont les objets sensibles ne sont que des copies imparfaites. Pour trouver la vérité notre esprit doit donc se détourner de l'étude du réel sensible (allégorie de la caverne) pour se tourner vers ce réel seulement intelligible.
C'est sur ce point qu'Aristote se sépare de son maître Platon. L'essentiel de sa critique se trouve dans Métaphysique I, 9; XIII et XIV. Pour lui, l'idée (ou forme) étant l'essence d'une chose ne peut être séparée de cette chose : "Comment donc les Idées qui sont substance des choses, seraient-elles séparées des choses"? C'est la théorie de l'hylémorphisme selon laquelle tout être est composé d'une matière et d'une forme. Pour trouver la vérité, il faut donc étudier le monde sensible, dans le but de découvrir les causes des phénomènes car "connaître, c'est connaître les causes". C'est ainsi par exemple que Aristote a décrit des centaines d'animaux : il ne perdait jamais une occasion d'aller observer les poissons du lagon de Pyrrha dans l'île de Lesbos; ou encore il s'est attaché à décrire les diverses constitutions des cités grecques. La théorie aristotélicienne de la causalité distinguera quatre causes : la cause matérielle, la cause motrice, la cause finale et la cause formelle, qui désigne l'essence ou ce que Platon appelait "Idée".
Mais pour trouver les causes, il faut non seulement étudier les phénomènes, mais aussi savoir raisonner pour ordonner les éléments recueillis par l'observation. La connaissance scientifique suppose la démonstration. C'est pourquoi Aristote consacrera de nombreux traités à l'étude de la logique de la pensée et du  discours (logos, "parole", "discours", "raison"), traités qui seront regroupés plusieurs siècles plus tard sous le titre d'"Organon" c'est-à-dire "instrument, outil" (de la science). Dans l'Organon Aristote distingue trois niveaux du discours auxquels correspondent trois opérations de l'intellect : le premier niveau est celui des mots dans lesquels nous pensons le concept ("homme"; "animal", "mortel") et dont s'occupe le premier traité : les catégories; le second niveau est celui des propositions qui relient les termes entre eux ("l'homme est un animal"; "l'animal est mortel"), grâce à l'acte du jugement, opération par laquelle nous affirmons ou nions un concept d'un autre concept. Comme le montre le second livre de l'Organon, De l'interprétation, c'est à ce niveau que nous avons des parties du discours susceptibles d'être vraies ou fausses, selon qu'elles correspondent ou non avec un fait réel. Enfin, au troisième niveau, nous trouvons l'étude du raisonnement qui relie les propositions entre elles pour construire des démonstrations. Dans les Premiers Analytiques, Aristote propose sa célèbre théorie du syllogisme dont le prototype traditionnel est : "Tout homme est mortel, Socrate est un homme, donc Socrate est mortel". Comme le fait remarquer Robert Blanché en reprenant l'étude de ce syllogisme : "La validité de ce raisonnement ne dépend pas des concepts qui y figurent". Le raisonnement reste valide même si on en change les termes, ou même si on remplace les termes par des lettres (des "variables") : Tout f  est g ; x est f ; Donc x est g. La logique se définit alors comme "la science des inférences valides", indépendamment de la vérité matérielle des propositions. Quant à la validité de l'inférence, elle repose à son tour sur le principe de contradiction, énoncé maintes fois par Aristote : "Il est impossible que le même attribut appartienne et n'appartienne pas en même temps, au même sujet et sous le même rapport".
Aristote a systématisé et codifié des modes de raisonnement qui étaient souvent demeurés très vagues ou implicites chez ses devanciers. La logique d'Aristote chercha d'abord à dégager les conditions nécessaires de la vérité, qui résident dans la forme. Ainsi, un énoncé tel que « le mur bleu est rouge » n'a besoin d'aucun référent extérieur pour être déclaré faux. La logique fournit l’instrument de la pensée correcte, pas la matière. En termes kantiens, elle est la condition formelle de la vérité, mais non pas matérielle.
Aristote porte surtout son attention sur les syllogismes tels que « tout A est B », « quelque A est B », où le sujet A et le prédicat B remplacent des concepts ; « tout A est un B » signifie que le concept B est attribuable à tout objet auquel on peut attribuer le concept A. Aristote était conscient que les syllogismes ne pouvaient rendre compte de toutes les applications de la logique, mais ils lui permettaient de poser des règles claires pour former la négation des énoncés, et aussi pour distinguer les rôles respectifs des universelles du genre « tout x est ceci » et des singulières du genre « y est cela ».

#### L’école mégarique et le stoïcisme
Les mégariques et les stoïciens ont analysé méthodiquement la logique des connexions du langage courant telles que les connecteurs logiques « et », « ou » et la négation des énoncés. Philon de Mégare étend la portée du conditionnel. Dans sa version P→Q est fausse lorsque P est vraie et Q fausse, et est vraie dans les 3 autres situations, sans que le locuteur ait à se préoccuper de rechercher des liaisons causales ou des connotations psychologiques ; ainsi des propositions apparemment aussi ridicules que « si le Groenland est en sucre candi, alors Charlemagne est le plus grand écrivain du Moyen Âge » sont vraies. Ce genre de considération a son importance pour l'utilisation des connecteurs logiques en toute généralité, car les règles s'appliquent même si l'on ne sait pas si les termes sont vrais. Cette élimination des connotations psychologiques de la relation d'implication était un grand progrès, mais elles demeurèrent sans effet immédiat sur la logique, car ces travaux tombèrent dans l’oubli jusqu’à la fin du XIXe siècle.
C'est sous l'impulsion de Jan Lukasiewicz (1935) qu'on a repris l'étude de la logique stoïcienne, pour découvrir qu'elle allait plus loin que la syllogistique d'Aristote qui était une logique des termes, ne contenant que des variables de nom, alors que la logique stoïcienne est une logique des propositions, "une théorie de la variable propositionnelle", correspondant à la "théorie de la déduction contemporaine", au sens de Russel et Whitehead.

#### Augustin d'Hippone

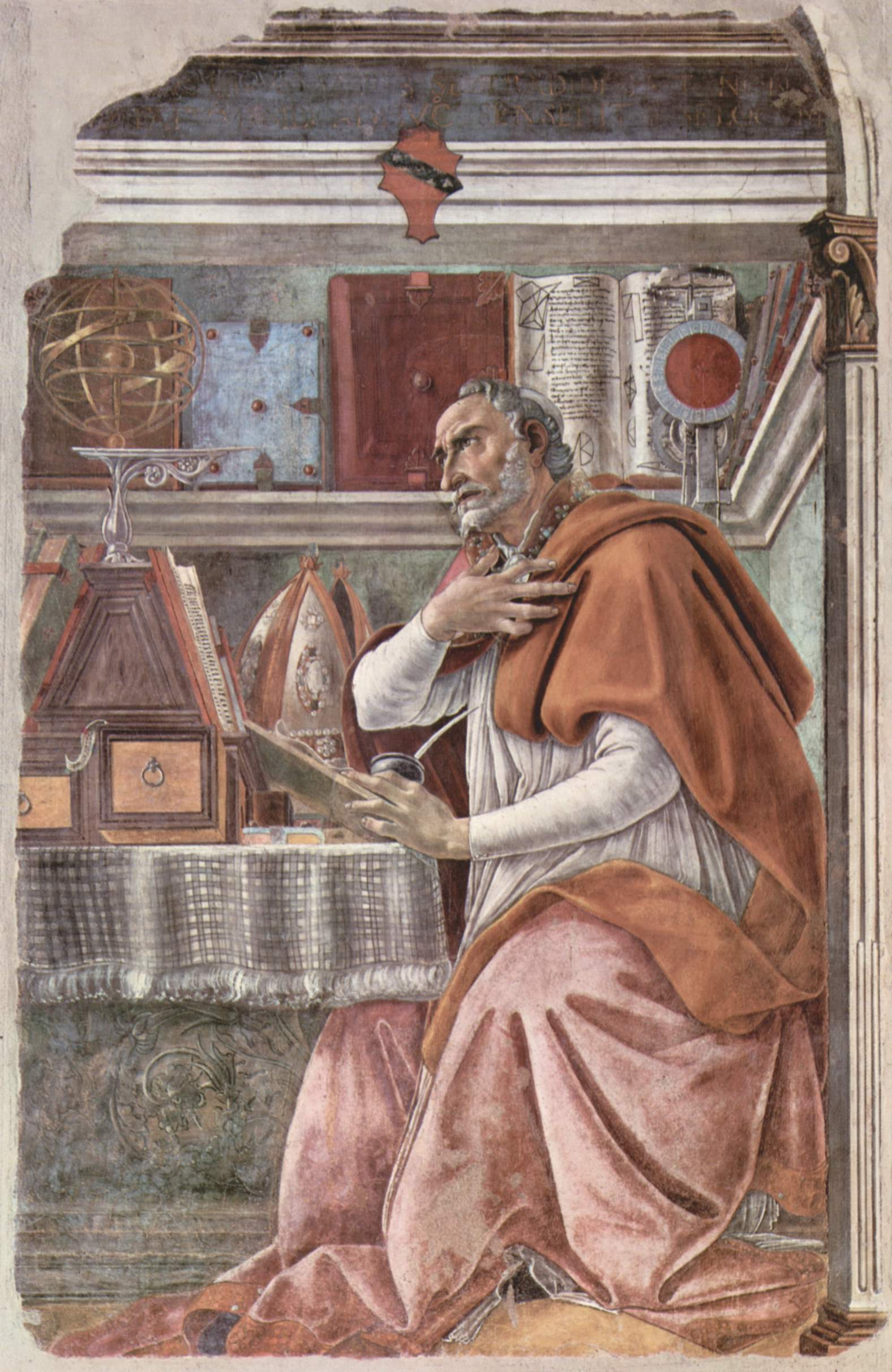
Antiquité tardive ; Augustin d'Hippone ; Augustin vu par Botticelli (vers 1480)

Augustin d'Hippone, philosophe et théologien chrétien de l’Antiquité tardive, conçoit la vérité comme l'expérience ultime de la vie spirituelle. Il aborde le rapport de l'homme à la vérité à travers la question de l'enseignement du dogme et de sa compréhension. Pour lui, il n’y a pas de « communication horizontale » entre les hommes. Le dialogue se joue non pas à deux, mais à trois. Toute communication authentique est « triangulaire » : toi, moi, et la Vérité qui nous transcende tous les deux, et dont nous sommes, toi et moi, les « condisciples ». Ainsi, Augustin s'inspire de la pensée philosophique de la Réminiscence de Platon, mais pour lui donner un sens exclusivement chrétien. Les vérités éternelles seraient en Dieu, qui ne les a cependant pas créées. Elles constitueraient le verbe de Dieu. C'est à partir de ce modèle qu'il aurait pu concevoir un monde bon.
Parmi les ouvrages d'Augustin, Le Maître est l’un des plus révélateurs de sa pensée. Il y développe une thèse récurrente jusqu’à la fin de sa vie. « Lorsque les maîtres ont exposé par les mots toutes ces disciplines qu’ils font profession d’enseigner, y compris celle de la vertu et de la sagesse, alors ceux que l’on appelle des disciples examinent en eux-mêmes si ce qui a été dit est vrai, en regardant, cela va de soi, la Vérité intérieure selon leurs forces. C’est alors qu’ils apprennent ; et lorsqu’ils ont découvert intérieurement qu’on leur a dit la vérité, ils louent les maîtres, sans savoir qu’ils louent des enseignés plutôt que des enseignants, si toutefois ceux-ci ont le savoir de ce qu’ils disent. Mais les hommes se trompent en appelant maîtres des gens qui ne le sont pas. »
Augustin l’exprime sous sa forme classique : Foris admonet, intus docet, l'avertissement est extérieur, l'enseignement est intérieur. Le langage, y compris les paroles de Jésus-Christ, avertit à l’extérieur, mais seul enseigne le Christ, la vérité intérieure. C’est donc pour lui à juste titre que l’Évangile demande de ne donner le titre de maître à personne sur terre, « parce que le seul maître de tous est au ciel ».

#### Thomas d'Aquin
Thomas d'Aquin, religieux de l'ordre dominicain et philosophe du XIIIe siècle, produisit une oeuvre théologique qui s'efforce de concilier les vérités de la foi  issues de la bible et des dogmes de l'église catholique avec les vérités de la raison issues des philosophes et spécialement d'Aristote dont il étudia précisément le traité De l'interprétation, ainsi que les commentaires antérieurs au sien, en les dégageant de leurs influences néoplatoniciennes ou arabes.
Selon lui, l'homme peut acquérir la connaissance de Dieu grâce à la raison naturelle, à partir de l'observation de l'univers : c'est la voie cosmologique : il proposera cinq voies : les Quinque viae. Mais cette connaissance rationnelle doit être aidée et complétée par la révélation et par la grâce de la rédemption. En effet, foi et raison ne peuvent se contredire car elles émanent toutes deux de Dieu, théologie et philosophie ne peuvent aboutir à des vérités divergentes. Il s'oppose donc à la doctrine de la double vérité, attribuées aux averroïstes latins Siger de Brabant et Boèce de Dacie, selon laquelle une assertion peut être vraie d'un point de vue philosophique et fausse du point de vue de la foi. Il y a cependant une distinction de méthode : la raison naturelle (ratio naturalis) est ascendante : elle va du bas (les créatures) vers le haut (Dieu), alors que la théologie fondée sur la Révélation est descendante : elle part des vérités reçues de Dieu pour comprendre les créatures. C'est à lui qu'on attribue l'adage selon lequel "la philosophie est la servante de la théologie" (Philosophia ancilla theologiae) ce qui signifie que la théologie est une science supérieure qui tient ses principes de la Révélation, alors que la philosophie tient ses principes de la seule raison.
Pour Thomas d'Aquin, reprenant la définition de Isaac Israeli, « la vérité est l'adéquation de l'intellect aux choses » (veritas est adæquatio intellectus et rei). Cette définition de la vérité est proche de celle d'Aristote, qui écrit : « Ce n'est pas parce que nous pensons d'une manière vraie que tu es blanc, que tu es blanc, mais c'est parce que tu es blanc, qu'en disant que tu l'es, nous disons la vérité ».
Timeo hominem unius libri - je crains l’homme d’un seul livre - est une Pensée de saint Thomas d’Aquin. C’est-à-dire celui qui a lu et relu et qui le connaît, est un homme à redouter, un homme qui sait. D’autres interprétations sont aussi connues. Ainsi, on peut traduire : l'homme qui a choisi un livre, qui s’en tient à cette seul opinion, celui de l’auteur, et donc un unique point de vue, en devient « trop exclusif ».

### Vérité à l'Époque moderne

#### Léonard de Vinci

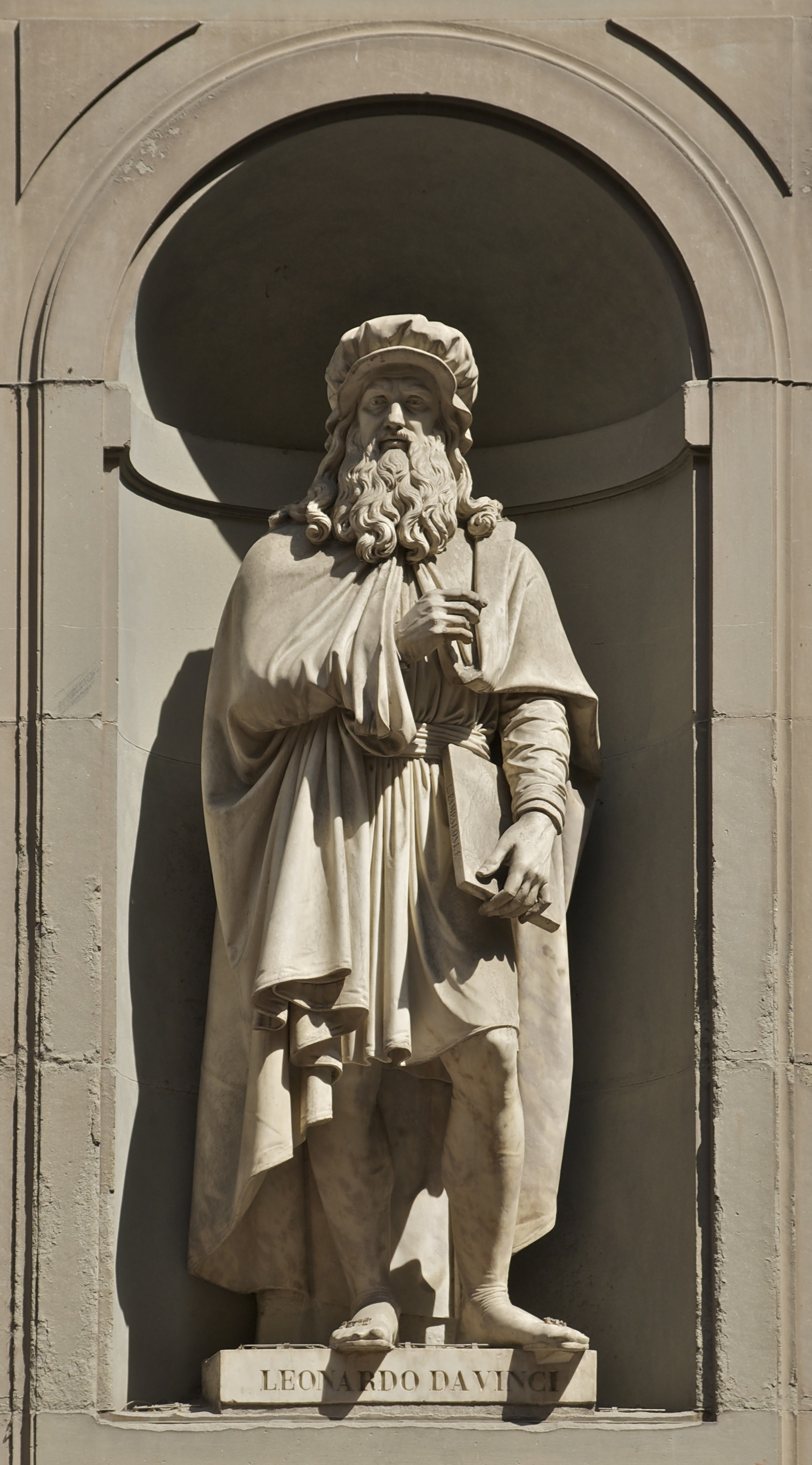
La statue de Léonard sur le Piazzale des Offices de Florence.

Léonard de Vinci a un besoin de rationaliser jusqu’alors inconnu chez les techniciens. Avec lui, la technique n’est plus affaire d’artisans, de personnes ignorantes et de traditions plus ou moins valables et plus ou moins comprises par ceux qui étaient chargés de l’appliquer. George Sarton, historien des sciences, indique que Léonard de Vinci a recueilli une « tradition orale et manuelle, non une tradition littéraire ».
C’est d’abord par les échecs, par les erreurs, par les catastrophes qu’il essaie de définir la vérité : les lézardes des murs, les affouillements destructeurs des berges, les mauvais mélanges de métal sont autant d’occasions de connaître les bonnes pratiques[réf. nécessaire].
Progressivement, il élabore une sorte de doctrine  technique, née d’observations bientôt suivies d’expériences qui furent parfois conduites sur de petits modèles. Harald Höffding présente sa pensée comme un mélange d’empirisme et de naturalisme. En effet, si pour Léonard de Vinci « La sagesse est la fille de l'expérience », elle permet de vérifier constamment ses intuitions et théories, car « L'expérience ne se trompe jamais ; ce sont vos jugements qui se trompent en se promettant des effets qui ne sont pas causés par vos expérimentations ».
La méthode  de Léonard de Vinci a certainement consisté dans la recherche de données chiffrées et son intérêt pour les instruments de mesure en témoigne. Ces données étaient relativement faciles à obtenir dans le cas des poutres en flexion par exemple, beaucoup plus compliquées dans le domaine des arcs ou de la maçonnerie. La formulation des résultats ne pouvait être que simple, c’est-à-dire exprimée le plus souvent par des rapports. Cette recherche effrénée de l'exactitude est devenue la devise de Léonard de Vinci, « Ostinato rigore - obstinée rigueur ». C’est néanmoins la première fois qu’on voit appliquer de telles méthodes dans les métiers où on dut longtemps se contenter de moyens irraisonnés d’appréciation.
Ce faisant, Léonard en est arrivé à pouvoir poser des problèmes en termes généraux. Ce qu’il cherche avant tout ce sont des connaissances générales, applicables dans tous les cas, et qui sont autant de moyens d'action sur le monde matériel. Pour autant, sa « science technique » reste fragmentaire. Elle s’attache à un certain nombre de problèmes particuliers, traités très étroitement, mais il y manque encore la cohérence d’ensemble qu’on trouvera bientôt chez ses successeurs.

#### René Descartes

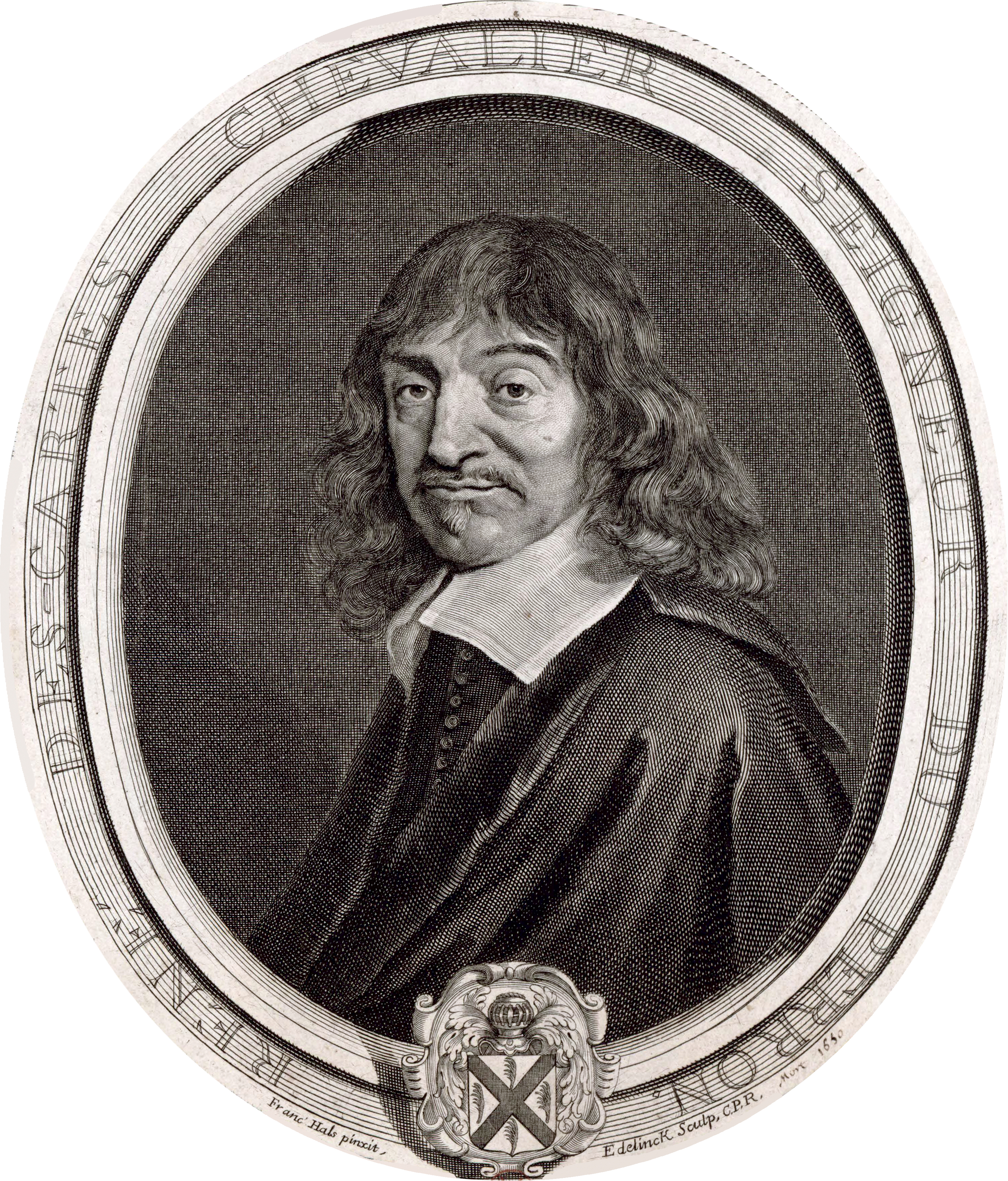
Philosophie moderne ; René Descartes, (estampe avant 1707)

René Descartes est considéré comme l’un des fondateurs de la philosophie moderne, en atteste cette phrase légèrement provocatrice : « Enfin Descartes vint ». Il formule le cogito - « je pense, donc je suis » - fondant le système des sciences sur le sujet connaissant qui fait face au monde qu'il se représente. En physique, il a apporté une contribution à l'optique et est considéré comme l'un des fondateurs du mécanisme. En mathématiques, il est à l'origine de la géométrie analytique. Certaines de ses théories ont par la suite été contestées (théorie de l'animal-machine) ou abandonnées (théorie des tourbillons ou des esprits animaux).
Le Discours de la méthode s'ouvre sur la fameuse phrase « le bon sens est la chose du monde la mieux partagée », car le point de départ de Descartes est la raison (qu'il appelle aussi "le bon sens")  qu'il définit comme la "faculté  de bien juger et distinguer le vrai d'avec le faux". Cependant, il ne suffit pas de posséder la raison pour parvenir à la vérité : "Car ce n'est pas assez d'avoir l'esprit bon, mais le principal est de l'appliquer bien" (id). Il va donc élaborer une méthode, qui prétend rompre avec les interminables raisonnements scolastiques issus de la  syllogistique aristotélicienne utilisée au Moyen Âge depuis le XIIIe siècle. Cette méthode se caractérise par sa simplicité (Descartes la résume en quatre règles dans le Discours de la méthode). Elle s'inspire des mathématiques, c'est pourquoi elle repose essentiellement sur l'intuition, acte de l'esprit qui saisit immédiatement une idée claire et distincte ou évidence, et sur la déduction qui enchaîne les intuitions pour construire la démonstration.
C'est cette méthode qui va fournir un point d'appui pour guider le jugement dont la théorie est approfondie dans la quatrième méditation des Méditations métaphysiques, intitulée : de la vérité et de l'erreur. Dans le jugement Descartes distingue l'action de deux facultés : l'entendement qui nous permet de saisir des idées, (l'idée de l'homme, l'idée de Dieu), et la volonté qui nous permet d'affirmer ou de nier quelque chose à propos de ces idées (l'affirmation que Dieu a créé l'homme). Le problème vient selon Descartes de ce que notre entendement est limité (nous avons des idées plus ou moins claires) alors que notre volonté est infinie (rien ne limite notre pouvoir de choisir), ce qui nous amène à affirmer des choses que nous ne comprenons pas vraiment. Si nous appliquons la méthode, nous ne donnerons notre assentiment qu'aux idées évidentes, claires et distinctes, après un examen soigneux qui exclut toute précipitation et prévention, et nous ne tomberons jamais dans l'erreur. Comme le dit Dominik Perler : "la genèse de l'erreur ne dépend pas simplement de ce qu'appréhende l'intellect. Elle dépend bien plus de la discipline avec laquelle procède la volonté".
Se pose alors la question de la fiabilité de la correspondance d’idées claires et distinctes avec des réalités, conformes au contenu de ces idées. Descartes s’appuie alors sur ce qu’il présente comme les preuves de l'existence de Dieu, tirées de son idée même de Dieu, pour se sortir de cette aporie. Dès lors que Dieu existe, et que les idées innées sont créées par lui en mon entendement, elles ne sauraient être fausses, puisque Dieu ne saurait être trompeur. Cependant, nombre de commentateurs ont vu là un "cercle argumentatif" dans la mesure où Descartes affirme que les idées claires et distinctes sont fiables parce que Dieu existe, mais "nous savons que Dieu existe parce que nous avons de lui une idée claire et distincte". Ainsi l'erreur existe, mais ne provient ni de notre nature ni de notre entendement et des idées déposées en lui, mais d'un mauvais usage de notre volonté, dont nous sommes les seuls responsables.
Pourtant certaines idées confuses ou obscures incitent tant le jugement à se tromper qu'on peut voir en ces idées une source de l'erreur, ou « erreur matérielle ». En effet, certaines idées (les idées des "qualités sensibles") sont si obscures que l'entendement ne sait trop ce qu'il y pense. Qu'est-ce par exemple que le froid ? Une réalité positive, une qualité qui appartient à l'objet, ou bien simplement l'absence en nous d'une sensation de chaleur, soit un manque, un néant ? Celui qui ne se repaît que de telles idées sensibles est pour ainsi dire condamné à l'erreur, ou du moins au scepticisme.
Le correspondant anglais de Descartes, Thomas Hobbes, dont les critiques seront fort mal reçues par René Descartes, développera, contre cette conception dite éidétique de la vérité, une conception qui assimile le raisonnement à un simple calcul, conception dite computationnelle. Un jugement vrai repose sur des règles, des opérations, de calcul, sur la base de mots, et non sur l'évidence. Descartes refuse explicitement l'éventualité d'une machine à produire de la vérité, car une machine ne saurait penser. Leibniz, au contraire, à la suite de Hobbes, défendra l'idée qu'un calcul sourd ou aveugle peut très bien aboutir à des résultats exacts, sans jamais passer par l'évidence d'un contenu, intellectuel ou même empirique. Le même Leibniz, citant l'esprit de finesse de Pascal, expliquera qu'une idée confuse peut néanmoins être vraie, en ce sens qu'elle nous donne une idée globale, inanalysable, de son objet : Discours de Métaphysique.

#### Baruch Spinoza

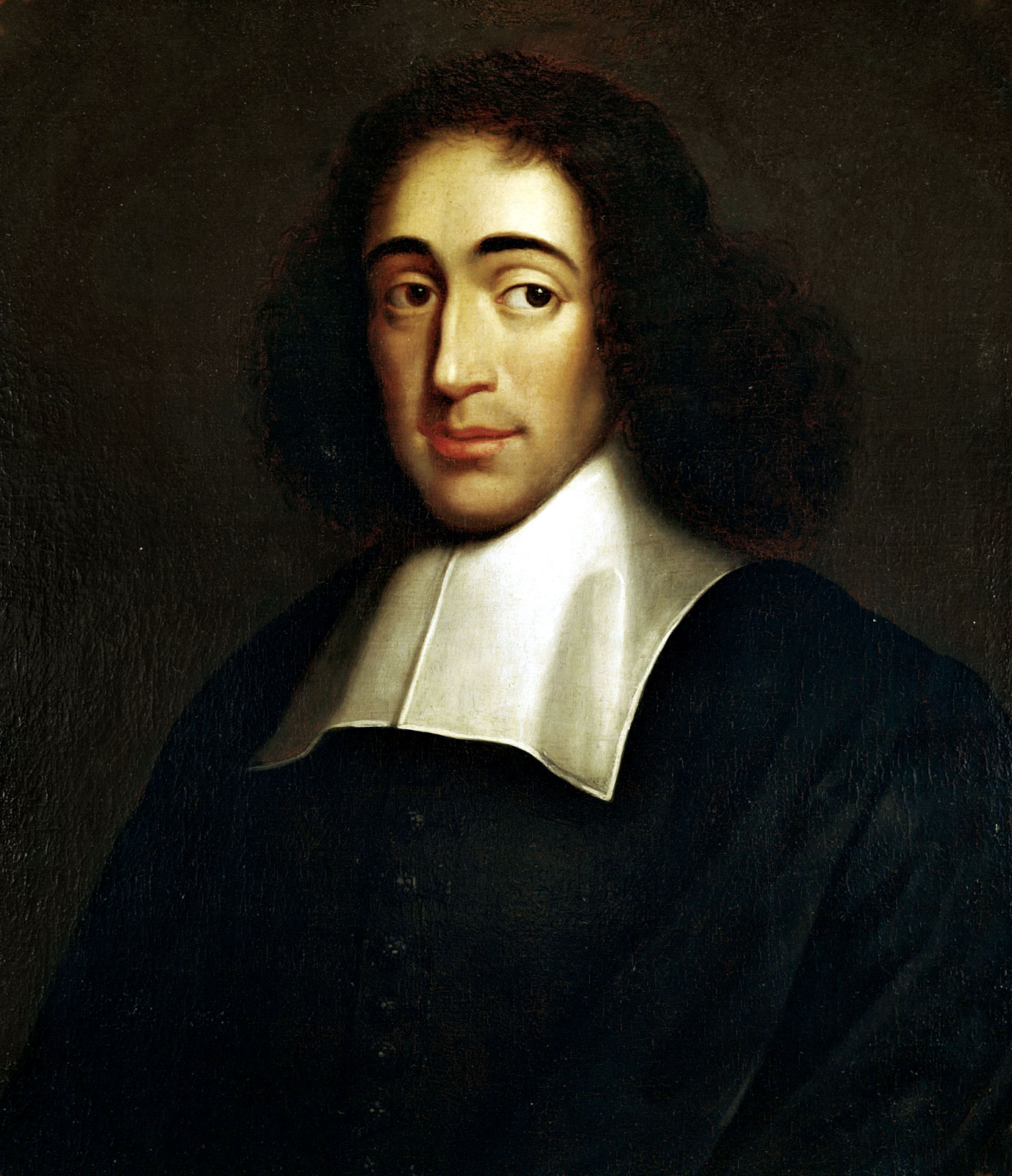
Portrait de 1665 tiré de la Herzog August Bibliothek

Le passage suivant, tiré des Pensées métaphysiques, donne l'impression que Spinoza, philosophe du XVIIe siècle, conçoit la vérité comme l'adéquation de l'idée avec son objet (ou idéat) :

« Les idées ne sont pas autre chose en effet que des récits ou des histoires de la nature dans l’esprit. Et de là on en est venu à désigner de la même façon, par métaphore, des choses inertes ; ainsi, quand nous disons de l’or vrai ou de l’or faux, comme si l’or qui nous est présenté racontait quelque chose sur lui-même, ce qui est ou n’est pas en lui. »

Mais Spinoza lui-même définit ainsi l'adéquation au début de la deuxième partie de son Éthique :

« Définition IV. Par idée adéquate j'entends une idée qui, considérée en soi et sans égard à son objet, a toutes les propriétés, toutes les dénominations intrinsèques d'une idée vraie. »

L'adéquation repose donc sur un critère intrinsèque de vérité, d'où s'explique le mode géométrique et « génétique » de construction de son système philosophique.
Ainsi, nous connaissons adéquatement un objet quand nous le construisons à partir de ses causes, quand donc nous le concevons. En revanche, la connaissance par les sens est, elle, forcément tronquée et incomplète. Ce que nous percevons par les sens exprime davantage notre propre nature que celle de l'objet perçu. L'on ne saurait expliquer cela plus avant sans entrer dans le système philosophique de Spinoza.
De plus, Spinoza rejette la conception cartésienne, selon laquelle le jugement est le produit d'une volonté qui affirme librement la vérité ou la fausseté d'une idée. Selon Spinoza, chaque idée enveloppe sa propre affirmation qui n'est pas le fait de quelque libre arbitre extérieur à cette idée singulière. Ainsi, dit-il, nous ne pouvons pas penser que 2 et 2 font 4 sans ipso facto l'affirmer. Nous ne pouvons suspendre notre jugement que si d'autres conceptions remettent en cause la valeur d'une conception première. Ainsi, quand nous rêvons, nous sommes généralement incapables de douter de ce que nous percevons, et pourtant, une fois éveillé, il nous est très facile de nier notre rêve. Pour autant, une idée fausse est qualitativement, intrinsèquement, différente d'une idée adéquate. L'idée vraie nous permet d'un même geste de comprendre pourquoi elle est vraie, et pourquoi les idées fausses sont fausses. Le vrai est index de soi-même et du faux, dit Spinoza (index sui et falsi).
Spinoza distingue donc trois genres de connaissance :
- la connaissance du premier genre est appelée "opinion" ou "imagination"; c'est la connaissance par "ouï-dire" ou par "expérience vague", c'est une connaissance qui peut être utile, mais qui reste fondamentalement incertaine;
- la connaissance du second genre est la connaissance rationnelle; elle est fondée sur la démonstration et donc sur l'enchaînement déductif (les fameuses "chaînes de raison" dont parlait Descartes);
- la connaissance du troisième genre ou connaissance intuitive, est celle qui engendre un système d'idées adéquates à partir de l'idée de Dieu=la Nature ("Deus sive Natura", Dieu ou la Nature), point de départ nécessaire de toutes nos déductions rationnelles. Comme le dit Spinoza, cette science intuitive "procède de l'idée adéquate de l'essence formelle de certains attributs de Dieu, vers la connaissance adéquate de l'essence des choses"[88].

Ainsi, Spinoza ne reprend pas la conception classique de la vérité comme correspondance de l'idée et de l'objet. En disant que la vérité est une caractéristique intrinsèque de l'idée adéquate, Spinoza retrouve l'inspiration mathématique de Descartes et sa définition de l'intuition évidente comme "idée claire et distincte".

#### Gottfried Wilhelm Leibniz
A la différence de Descartes et Spinoza, Leibniz se méfie de l'évidence intuitive. "Descartes a logé la vérité à l'hostellerie de l'évidence, mais il a oublié de nous en donner l'adresse". Pour limiter le recours à l'intuition, il a proposé dans un ouvrage de jeunesse de construire un langage imité des mathématiques et qu'il appelle la Caractéristique universelle : on répertorie les idées simples, on les relie à un signe arbitraire ce qui permet d'en constituer une sorte d'alphabet. En combinant ensuite ces idées simples par leur symbole, on obtiendrait des idées plus complexes; la pensée serait ainsi réduite à un calcul infaillible, grâce à des règles d'association claires et rigoureuses. Leibniz n'a pas finalisé ce projet qui a été repris par Gottlob Frege à l'époque moderne.
Cependant toutes les vérités ne se réduisent pas aux vérités logiques : il reprend une distinction d'Arnaud et Nicole pour séparer d'une part les vérités logiques et mathématiques qu'il appelle "vérités nécessaires" (par ex. le théorème de Pythagore) et d'autre part les  "vérités contingentes" qui sont les vérités de fait (par ex. "tous les hommes sont mortels"). Dans les deux cas, on cherchera "la raison" de ces vérités selon le principe de raison suffisante qui affirme que tout ce qui existe a une raison d'être plutôt que de n'être pas et d'être ainsi plutôt qu'autrement. Mais si la raison des vérités nécessaires peut être trouvée par analyse dans les principes premiers (axiomes mathématiques ou principe d'identité logique), la raison des vérités contingentes échappe à l'analyse du fait qu'il y a "une infinité de figures et mouvements" qui causent la moindre chose réelle. Il faut donc que la raison suffisante "soit hors de cette suite des choses contingentes, et se trouve dans une substance qui en soit la cause (...) et cette dernière raison des choses est appelée Dieu". Leibniz précise que "le principe premier concernant les existences" est la proposition suivante : "Dieu veut choisir le plus parfait" Nous vivons donc dans le "meilleur des mondes possibles". C'est l'optimisme de Leibniz que Voltaire a caricaturé dans son conte célèbre Candide ou l'optimisme, sous les traits du ridicule Pangloss qui affirme sans cesse : "tout est au mieux dans le meilleur des mondes possibles". Cette formule est une mauvaise interprétation : Leibniz ne dit pas que le monde est parfait, mais que Dieu a fait en sorte de réduire le mal à son minimum.

#### Emmanuel Kant
La philosophie de Kant est d'abord une critique de la métaphysique qui repose sur son analyse de la connaissance: la connaissance doit unir un concept et une intuition sensible : "un concept sans intuition est vide, une intuition sans concept est aveugle". Or cette affirmation exclut la possibilité de parvenir à une vérité métaphysique (comme chez Platon) puisque la métaphysique procède par concepts purs (les Idées), sans intuition sensible : elle est "vide". Autrement dit il n'y a pas de connaissance de Dieu.
La théorie de la connaissance de Kant implique que la connaissance vraie ne peut  être qu'une connaissance scientifique qui porte sur la nature. Kant prend notamment l'exemple de Galilée qui a su articuler les principes de la raison et l'usage de l'expérimentation, pour "forcer la nature à répondre à ses questions". Cependant, Kant distingue les phénomènes et les noumènes : le phénomène est l'objet perçu et structuré par les cadres a priori de notre esprit, sensibilité et entendement; le noumène est la chose en soi, la réalité extérieure à notre esprit et donc inconnaissable. Or la vérité scientifique ne porte que sur les phénomènes; elle ne reflète donc pas la réalité telle qu'elle est en elle-même, mais telle qu'elle est pour nous. C'est le sens de la fameuse notion de révolution copernicienne : de même que Copernic a renversé les rapports entre la terre et le soleil, de même Kant propose de renverser les rapports du sujet et de l'objet : ce n'est plus le sujet qui se règle sur l'objet, mais l'inverse. Kant dit :  "nous ne connaissons a priori des choses que ce que nous y mettons nous-même", ce que Jacques Darriulat commente ainsi : c'est un renversement "qui consiste à réfléchir toute connaissance non en ce sens qu'elle est connaissance de quelque chose, mais en ce sens qu'elle manifeste inversement les capacités du sujet connaissant lui-même".
La philosophie de Kant aboutit à poser la vérité de la morale car si on ne peut connaître le noumène, on peut néanmoins le penser comme une dimension de liberté par opposition au déterminisme de la nature. Cette liberté doit être postulée pour qu'on puisse fonder une morale de la responsabilité, mais elle ne peut être ni démontrée, ni connue scientifiquement : "J'ai donc dû supprimer le savoir pour lui substituer la croyance".
Kant redonne finalement une légitimité aux concepts métaphysiques (Dieu, la liberté, l'âme), mais en les excluant du champ de la connaissance scientifique. D'après A. Boyer, le but de Kant n'est pas la destruction de la métaphysique, mais au contraire, sa sauvegarde.

### Vérité dans la philosophie contemporaine

#### Georg W.F. Hegel
Hegel écrit : "Le vrai est le tout". Cela signifie que la vérité ne réside pas dans la certitude d'une conscience subjective qui distingue de soi l'objet auquel elle se rapporte. Elle est dans l'ensemble du mouvement qui retrace le devenir de l'Être. Or cet Être doit être conçu pas seulement comme "substance" à la façon de Spinoza, mais avant tout comme "sujet" : "le point essentiel est d'appréhender et d'exprimer le vrai, non comme substance, mais précisément aussi comme sujet.". Mais pour Hegel, le Sujet est l'Être vivant agissant qui veut devenir ce qu'il est, qui doit donc entrer dans un mouvement d'auto-réalisation de soi-même.
Dans l'"Encyclopédie des sciences philosophiques", Hegel décrit ce mouvement comme un mouvement "dialectique" qui engendre toutes choses à travers une série de contradictions progressivement surmontées Le point de départ est l'Esprit (=Dieu;=l'absolu) qui pour se donner une réalité effective doit s'"objectiver" c'est-à-dire se poser dans l'élément de l'extériorité : la Nature. "La Nature est l'Idée dans sa radicale extériorité à soi". La Nature ayant un contenu spirituel est donc profondément rationnelle, mais cette rationalité étant engloutie dans l'élément de l'extériorité matérielle, ne convient pas à l'Esprit qui veut "être ce que en vérité il est ". C'est pourquoi l'Esprit va s'arracher à la Nature, d'abord sous la forme de l'être vivant, puis de l'être humain qui va construire dans l'Histoire un monde culturel et social de plus en plus adéquat à l'Esprit (de plus en plus "vrai" donc). Pour Hegel, c'est l'Etat monarchique constitutionnel qui réalise le mieux la spiritualité divine dans le monde. (Il va jusqu'à décrire Napoléon comme "l'Esprit du monde à cheval".) Hegel appelle "esprit objectif" ce stade ultime de spiritualisation du réel.
Finalement, l'Esprit parviendra à une conscience de lui-même dans l'art et la religion, mais c'est dans la philosophie (et surtout dans le système de Hegel) qu'il pourra saisir au mieux sa vérité de Sujet résultant de sa propre activité historique-dialectique. L'Esprit (ou Dieu) "ne parvient à son savoir que par le savoir que l'homme a de Dieu en tant qu'Esprit". C'est ce que Hegel appelle l'Esprit absolu.

#### Friedrich Nietzsche
Nietzsche, qui inventa le concept d’histoire de la vérité, philosophe et poète allemand du XIXe siècle, qualifié de « philosophe au marteau », estime que « Tout ce qui est bon et tout ce qui est beau dépend de l’illusion : la vérité tue — qui plus est, elle se tue elle-même ». Ainsi, pour Nietzsche, la vérité ne serait « qu'une fiction ou une erreur utile ».
Cette critique de la vérité est à resituer dans le cadre de la méthode généalogique de Nietzsche, qui pose qu'une théorie (ou une morale) n'est pas le résultat d'une recherche désintéressée de vérité, mais d'une volonté de puissance. Nietzsche interroge ce qui se cache derrière les philosophies ou les religions qui prétendent à cette soi-disant recherche désintéressée de la vérité. Dans Le crépuscule des idoles "le problème de Socrate", il affirme que l'idée d'une vérité absolue implique la position d'un "arrière-monde", à la façon dont Platon parle du monde des Idées, monde plus vrai et plus réel que le monde phénoménal sensible, constamment changeant dans lequel aucune vérité absolue n'est donc possible. Comme le dit Gilles Deleuze :"le vrai exprime une volonté : qui veut le vrai? Et qu'est-ce qu'il veut, celui qui dit : je cherche le vrai?".
La réponse de Nietzsche est que ce sont des hommes faibles et malades, dont la volonté de puissance est exténuée et qui se sentent incapables d'assumer le tragique de cette vie, qui ont inventé les arrière-mondes, comme un ultime refuge pour leur impuissance : "Souffrance et impuissance, voilà ce qui créa les arrière-mondes, (...) cette fatigue pauvre et ignorante qui ne veut même plus vouloir : c'est elle qui crée tous les dieux et les arrière-mondes".

#### Gottlob Frege
Chez Aristote et les scolastiques du Moyen Âge la logique des connexions restait, dans une certaine mesure, tributaire des imperfections du langage courant ; de plus, la logique des prédicats, enfermée dans la triade sujet-copule-attribut, ne pouvait aller bien loin lorsqu'il s'agissait de traiter de situations plus complexes faisant intervenir des propositions comportant plusieurs verbes actifs ou plusieurs sujets. Leibniz tenta bien d'écrire un langage symbolique qui serait une « caractéristique universelle » éliminant les risques d'erreur, mais il n'y parvint pas.
Il devait revenir à Gottlob Frege de fonder la logique sur des bases inspirées des mathématiques, démultipliant ainsi son efficacité.
Cependant entre Aristote et Frege il y a continuité et non rupture. Ce que la logique d'Aristote et ses successeurs scolastiques faisaient, la logique moderne le fait toujours ; mais comme le dit Quine c'est un sous-produit d'une entreprise plus puissante.
Frege voulut initier un projet encore plus ambitieux : unifier les sciences déductives en exprimant les termes premiers des mathématiques par les moyens de la logique ; mais Bertrand Russell, qui avait fait une tentative similaire, l'en dissuada après avoir découvert un paradoxe.

#### Bertrand Russell

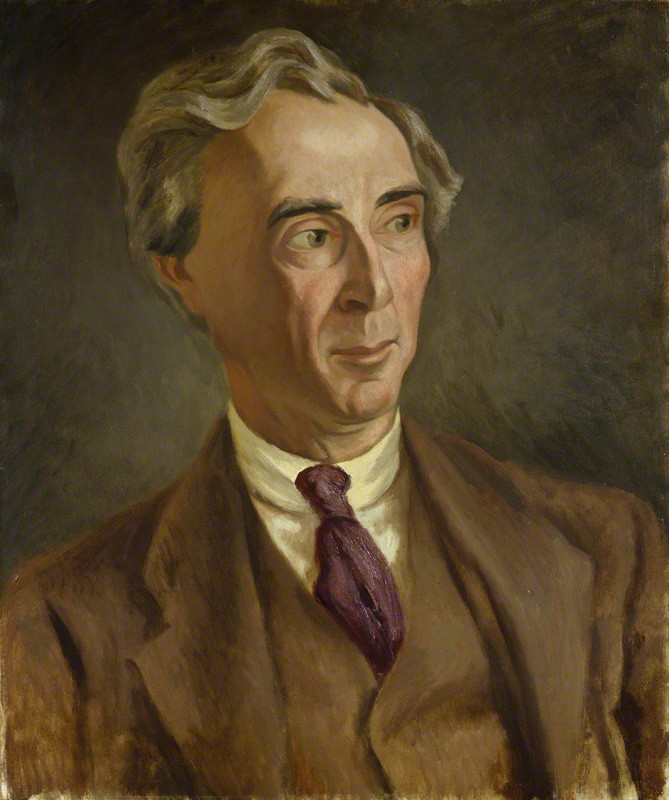
Bertrand Russell peint par Roger Fry en 1923.

Russell dit que les arguments qui plaident en faveur d’une hiérarchie des langages sont décisifs, c’est notamment le seul moyen d'échapper à la théorie de Wittgenstein selon laquelle la syntaxe ne peut seulement que se montrer et non s'exprimer par des mots. Ses recherches sur ce sujet partent de la constatation opérée par Tarski du fait que les mots « vrai » et « faux », quand ils s'appliquent aux phrases d'un langage donné, ne sont exprimables que dans un langage d'ordre supérieur. Ainsi, dans Signification et vérité décortique-t-il le langage usuel pour en extraire la substantifique moëlle qu’il appelle d'un nom appelé à rester dans la postérité - le langage-objet - ou du premier ordre, fait de « mots-objets ». Il s'attache aussi à évaluer la portée des critiques de Brouwer contre le principe de la logique classique dit du « tiers exclu » selon lequel il n'y a que deux valeurs de vérité ; c'est que Brouwer ne reconnaît pas le « vrai » ; il connaît le « vérifiable », donc il y a une classe de propositions qui sont syntaxiquement correctes mais qui ne sont ni vérifiables ni des contradictoires de propositions vérifiables. Personne, dit Russell, n'est jamais allé jusqu'à définir la vérité comme ce qui est connu ; la définition épistémologique de la vérité est ce qui peut être connu, mais ceci pose évidemment des difficultés auxquelles Russell consacre de nombreuses pages avant de définir la vérité par rapport à des évènements et la connaissance par rapport à des percepts ; et il conclut finalement en faveur du tiers exclu :

« .... À présent, nous ignorons s'il y a de la vie ailleurs dans l'univers, mais nous avons raison d'être assurés qu'il y en a ou qu'il n'y en a pas. Nous avons donc besoin de la « vérité » aussi bien que de la « connaissance » parce que les frontières de la connaissance sont incertaines et parce que, sans la loi du tiers exclu, nous ne pourrions pas nous poser les questions qui donnent naissance aux découvertes. »

- Au plan logique, Russell montre que certaines propositions en apparence purement formelles supposent implicitement un jugement d’existence. Ainsi, si je dis le Père Noël est barbu, je suppose qu'il existe. La proposition en question, à laquelle on pourrait être tenté de dénier toute valeur de vérité ou de fausseté, est donc fausse, car le Père Noël n'existe pas. Une proposition, vraie ou fausse, n'est dotée de sens que si elle a quelque fonction dénotative (rapport avec un référent et non avec un simple concept). Mais alors en quel sens peut-on dire que quelque chose n'existe pas, que le référent est introuvable ? Cela signifie qu'aucune chose dans le monde n'appartient à un certain ensemble, par exemple l'ensemble des pères Noël. Russell conteste donc l'existence de vérités purement formelles, ou purement analytiques, dénuées de tout rapport avec la réalité physique (la nature). Quine ira plus loin dans cette voie, en montrant que toute théorie enveloppe des jugements d’existence (engagement ontologique), et en niant, malgré un certain Platonisme, l'existence d'une mathématique ou d'une logique entièrement indépendantes à l'égard des sciences empiriques (holisme épistémologique). Réciproquement, aucune science n'est purement observationnelle, elle intègre toujours une syntaxe (théorie, qui inclut généralement une dimension mathématique). Il est en fait impossible de distinguer clairement ce qui dans un savoir serait analytique (fruit du pur raisonnement) et ce qui serait synthétique (fruit de l'expérience).
- Au XXe siècle Russell perçoit avec appréhension le développement d’un certain relativisme dans lequel la notion même de vérité lui apparaît quelque peu galvaudée[124]

#### Ludwig Wittgenstein
- Wittgenstein se distingue d’un philosophe « classique » dans le sens où il ne cherche pas à philosopher. Il conçoit la philosophie de telle sorte qu’elle est une activité de clarification logique des pensées. Pour lui la philosophie n’est pas une discipline théorique qui consisterait à élaborer des thèses philosophiques[125].

« …Un jour, quelqu’un lui dit qu’il trouvait l’innocence enfantine de G.E. More tout à son honneur ; Wittgenstein protesta. « Je ne comprends pas ce que cela veut dire, dit-il, car il ne s’agit pas de l’innocence d’un enfant. L’innocence dont vous parlez n’est pas celle pour laquelle un homme lutte, mais celle qui naît de l’absence naturelle de tentation. »

— Ray Monk, Wittgenstein - Le devoir de génie, Flammarion, 2009, p. 15.
- Personnalité remplie de doutes, il se questionne très tôt dans son enfance sur la notion de vérité - « Pourquoi dire la vérité quand il est préférable de mentir »[127]. Wittgestein écrit, plus tard, dans ses Remarques sur le Rameau d’or de Frazer « Il faut sans cesse que je me plonge dans l’eau du doute »[128].
- Le Tractatus logico-philosophicus est un texte court, bref, « cadencé », un des textes marquants de la philosophie contemporaine. Comme voulu par Wittgenstein, le tractatus est aussi une œuvre d’art frappante par la concision incisive du langage, voire laconique, mais dont le rythme, la « cadence » elle-même lui donne un style poétique.

« …Incessu, comme dit le poète, incessu patuit dea. « À sa démarche on reconnut la déesse. ». »

— G.G. Granger, Préambule du traducteur, Édition Tel Gallimard, réédition 2009
- À cette période, Wittgenstein est inspiré par un logicisme anti-psychologiste[130], une position qu’il abandonna par la suite[131].

« …Le tractatus logico-philosophicus de M. Wittgenstein, qu’il se révèle ou non comme donnant la vérité définitive sur les sujets dont il traite, mérite certainement, par son ampleur et sa portée et sa profondeur, d’être considéré comme événement important dans le monde philosophique. »

— Bertrand Russell, introduction, Édition Tel Gallimard, réédition 2009
- Dans le préambule, le traducteur du Tractatus, Gilles Gaston Granger, estime que Wittgenstein fait preuve d’une philosophie négative, dans le sens où il ne recherche que les limites, à la manière des théologiens qui parlent d’une théologie négative, circonscrivant uniquement les frontières de ce que l’on peut penser, imaginer, à propos de Dieu.

« …Le tractatus a pour but non de dire ce qu’est la réalité du monde, mais de délimiter ce qui en est pensable, c’est-à-dire exprimable en un langage. »

— G.G. Granger, Préambule du traducteur, Édition Tel Gallimard, réédition 2009
- À ce moment-là, il pense avoir apporté une solution à tous les problèmes philosophiques auxquels il était envisageable de répondre ; il se détourna de la philosophie jusqu’en 1929. À cette date, il revint à Cambridge et critiqua les principes de son premier traité. Il développa alors une nouvelle méthode philosophique et proposa une nouvelle manière d’appréhender le langage, développée dans sa seconde grande œuvre, Investigations philosophiques, publiée, comme nombre de ses travaux, à titre posthume.
- Pour Wittgenstein, une fois lu, le tractatus doit être oublié, il est une étape dans sa philosophie.
- Selon lui, le langage de la logique n’est pas supérieur, ni aucun autre d’ailleurs. La vérité ne se manifeste que dans une seule version : le langage de l’image. C’est tout ce dont on a besoin pour décrire le monde, c’est-à-dire qu’il décrit tous les faits[125].
- La totalité de la réalité est le monde[133]. L'image, dit Wittgenstein, est un modèle de la réalité[134] ; et pourtant elle peut être vraie ou fausse[135].

« Mais pour pouvoir dire qu'un point est noir ou blanc, il me faut tout d'abord savoir quand un point sera dit blanc et quand il sera dit noir ; pour pouvoir dire « p » est vraie (ou fausse), il me faut avoir déterminé en quelles circonstances j'appelle « p » vraie, et par là je détermine le sens de la proposition. »

#### Alfred Tarski
La conception de la vérité d'Alfred Tarski était celle d'Aristote, Frege, et Russell : l'accord de nos jugements avec la réalité ; cependant, le développement des langages formalisés avait mis au clair les rôles différents de la sémantique et de la syntaxe ; on ne peut dire qu'une formule, qui est une suite de symboles, est en soi « vraie » ou « fausse » ; le qualificatif de « vrai » ou de « faux » ne s'applique qu'à des énoncés, lesquels résultent de l'interprétation des formules dans un modèle ; la notion de vérité est définie en disant qu'une formule est satisfaite par un modèle. Ces idées, alors à la base de la nouvelle théorie des modèles, n'ont pas été sans influencer Karl Popper.
Le logicien polonais, témoin des bouleversements de son époque, percevait que la clarté et la cohérence du langage sont non déterminantes dans le processus d'amélioration des relations humaines, mais elles sont propres à accélérer ce processus :

« Car d'une part, en rendant la signification des concepts précise et uniforme dans son propre domaine, et en insistant sur la nécessité d'une telle précision et uniformité dans tout autre domaine, la logique rend possible une meilleure compréhension entre ceux qui la recherchent avec bonne volonté. Et d'autre part en perfectionnant et affinant les instruments de pensée, elle améliore l'esprit critique des hommes. »

#### Martin Heidegger

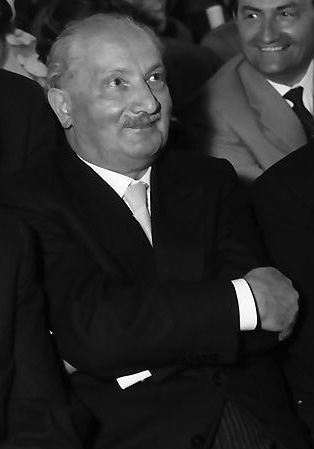
Photographie de Martin Heidegger en 1960.

Martin Heidegger, dans des analyses remontant jusqu'aux premiers pré-socratiques, dit avoir exhumé le sens originaire du concept de vérité comme alètheia, qui n'est pas encore un concept de relation mais l'expression du surgissement hors du retrait, de l'étant en soi[pas clair]. Ce premier sens, aurait été, selon lui, perdu avec Platon et Aristote et l'idée de vérité aurait subi depuis son origine plusieurs transformations pour aboutir en dernier à la vérité-certitude que procure l'illusion de la calculabilité universelle qui est celle de maintenant.
Heidegger relève un deuxième présupposé tout aussi commun et tout aussi problématique d’origine aristotélicienne, qui réduit la vérité à sa dimension logique qui veut qu’ « une chose ne puisse en même temps et sous le même rapport être et ne pas être ». La vérité ne saurait être affirmée que d’une chose réellement étante selon les critères de la logique.
Ce qu’il y a de quadruplement problématique dans ces approches c'est :
1. qu'elles ne font jamais l'objet d'interrogation sur la chose étante en soi,
2. le comment de son objectité en tant que chose du monde,
3. le caractère d'être de l'étant observant ainsi que
4. la possibilité de son lien avec le monde de la chose.

Du point de vue d’Heidegger, la question de l'essence de la vérité est problématique dans toutes les interrogations successives, dans l'histoire de la métaphysique, soulevées à ce sujet. Selon Heidegger, sont problématiques toutes les tentatives — de l'éblouissement des idées dans l’Allégorie de la caverne de Platon à la perception chez Kant, en passant par le concept de forme chez Aristote, par celui de l'« adæquatio intellectus », du rei et de la veritas du Moyen Âge, et par la certitude chez Descartes — de rendre compte d'une « correspondance entre la chose et l'idée » ; cette correspondance étant ce qui constitue le mode d'établissement de la vérité et fonde les interprétations de son essence. Il y a vérité lorsque cette correspondance est établie. Dans son entreprise de refondation, Heidegger tente de retrouver le sens originaire de l’idée de vérité ou alètheia, celui des présocratiques (Parménide, Héraclite, Anaximandre) et d'Homère. Entre l'idée de l'alèthia de ces premiers penseurs et la vision de Platon et d'Aristote, quelque chose de fondamental a déjà été perdu. Cela ne fera que s'amplifier par la suite, la dimension ontologique étant mise au bénéfice de la simple logique. Étymologiquement, alètheia signifie littéralement « hors de la léthé ». Elle articule une expérience originaire de la vérité comme sortie de l'étant hors du retrait. Cette expression rend compte, des premiers penseurs et poètes jusqu'à Platon, d'un évènement de sortie, qui n'est absolument pas réductible au résultat de cet évènement. Cette perte de sens, cet oubli de l’être, à partir duquel la métaphysique prend véritablement son essor, Heidegger le qualifie d’effondrement, voire de catastrophe. Le sens profond de la vérité a été perdu pour de simples procédures de vérification.

#### Michel Foucault
Michel Foucault, dans ses cours au Collège de France, avait coutume de dire que la vérité n'est ni absolue, ni stable, ni univoque : « La vérité a une histoire qui en occident se divise en deux périodes: l'âge de la vérité-foudre et celui de la vérité-ciel ». La vérité-foudre est celle qui est dévoilée à une date précise, sur un lieu déterminé et par une personne élue des dieux comme l'oracle de Delphes, les prophètes bibliques ou encore aujourd'hui le pape catholique parlant « ex cathedra ». Ce premier âge dure depuis des millénaires et a suscité des lignées de zélateurs, fléaux des hérésiarques, et inlassables bâtisseurs d'inquisitions. La vérité-ciel est en revanche établie pour tous, toujours et partout : c'est celle de la science, de Copernic, de Newton et d'Einstein. Ce second âge, fondé sur la raison scientifique, commence pour ainsi dire au XVIIIe siècle mais possède également ses « grands prêtres ». Et Michel Foucault n'excluait pas qu'un jour ces derniers n'en viennent à défendre leur propre vision des choses et leurs prérogatives en ayant recours à des arguments peu différents de ceux avancés en des époques antérieures.
Dans Subjectivité et Vérité, cours au Collège de France de 1981 qui mènera à son Histoire de la sexualité, Foucault déclare s'être intéressé au cours de sa carrière aux manières dont des discours de vérité — c'est-à-dire des discours se donnant autoritairement comme étant vrais — influencent le sujet (l'individu), contrairement à la philosophie qui se serait traditionnellement intéressée à l'essence de la vérité ou au problème de la subjectivité de la vérité. Il en vient ainsi à définir la vérité comme un « système d'obligations » : ce qui se donnerait comme étant « vrai », dans un contexte socio-historique donné, imposerait à l'individu un ensemble de comportements jugés « bons ». En d'autres mots, Foucault envisage la subjectivité « comme ce qui se constitue et se transforme dans le rapport qu’elle a à sa propre vérité ».

#### Jürgen Habermas
Le problème pour Habermas est qu'il n'est pas possible de s'abstraire du langage pour mesurer notre usage de ce même langage. Tout énoncé est un élément de réalité, une réalité déjà imprégnée de ce langage. Cela n'est pas sans conséquence sur le rapport entre vérité et communication. Les doutes quant à l’intuition réaliste et universelle associée à des concepts tels que la vérité résultent d’un tournant linguistique qui a transféré le critère de l’objectivité de la connaissance, de la certitude privée à la pratique publique de justification propre à une communauté de communication. Cette difficulté est surmontée en science par une méthodologie fondée en dernière analyse sur un scepticisme qui n'est pas opératoire ailleurs, où il conduirait à la mésentente entre interlocuteurs.
La vérité des énoncés ne peut se justifier qu'au moyen d'autres énoncés, ce qui avait fait dire à Rorty qu'il ne nous était pas donné de transcender nos croyances. En réaction contre Rorty, Habermas met en avant la nécessité d'un monde qui existe indépendamment de nos discours, et donc de l'existence d'un horizon d'entente qui dépasse le seul cadre scientifique. Cet horizon d'entente ne présuppose d'ailleurs pas de se donner comme but un consensus ultime. La personne qui s’engage dans une discussion en ayant sérieusement l’intention de se convaincre de quelque chose en échangeant avec d’autres doit supposer que ces derniers ne soumettent leurs affirmations à aucune autre contrainte que celle du meilleur argument.

## Valeur de la vérité
La valeur de la vérité, au sens de l’importance et de l’apport de sa possession, est à distinguer de deux autres notions. Premièrement, la valeur de la possession de la vérité se distingue de la valeur de la vérité elle-même, soit de la valeur intrinsèque de la vérité. Deuxièmement, la valeur de la possession de la vérité se distingue de la valeur de vérité d’un point de vue logique, comme les valeurs de vérités vrai/faux de la logique bivalente.

### Harry Frankfurt
Pour Harry Frankfurt, la possession de la vérité, entendue comme adéquation entre une proposition et la réalité, bénéficie d’une valeur pratique au niveau de l'individu, de la société et de la relation entre les individus — que l’erreur, le mensonge et l’ignorance auxquels s’oppose la vérité n’ont pas.
La possession de la vérité a tout d’abord une valeur pratique au niveau de l'individu dans la mesure où elle lui permet de vivre, et même de survivre (chapitre II). En effet, l’individu a par exemple besoin de connaître la vérité à propos de ce qu’il peut manger et ne pas manger (afin de ne pas ingérer d’aliments toxiques pour lui), tout comme la manière dont il doit se vêtir (afin de pouvoir supporter les basses températures), etc. En relevant que la vérité et la fausseté fixent la survie-même de l’individu, Frankfurt montre alors qu’elles détermineront également la réussite et l’échec de tout ce qu’un individu pourra entreprendre dans la vie.
La possession de la vérité a ensuite une valeur pratique au niveau de la société dans la mesure où elle lui permet d’apparaître et de prospérer (chapitre I). En effet, lors de la construction d’un pont, un ingénieur a par exemple besoin de connaître la vérité à propos des propriétés des matériaux utilisés (pour que le pont ne s’effondre pas sous la pression), tout comme un médecin a besoin de connaître les effets d’un traitement face à une blessure (afin que la plaie ne s’infecte pas et puisse cicatriser), etc. Des sciences naturelles à la conduite des affaires publiques, Frankfurt montre ainsi qu’une société ne pourra fleurir et se maintenir qu’à condition d’accorder une importance suffisante aux faits.
La possession de la vérité a enfin une valeur pratique au niveau de la relation entre les individus dans la mesure où elle leur permet d’échanger à partir d’une base commune (chapitre VII). En étant la seule véritable référence, la réalité permet en effet aux individus — lorsqu’elle est connue — de partager leurs expériences en les renvoyant au même objet. Inversement, un individu amené à croire en un mensonge se retrouve alors isolé dans un monde que les autres ne peuvent ni voir ni toucher, et qu’ils n’ont aucun moyen de rejoindre. Frankfurt montre ainsi qu’en rendant possible le lien entre les individus, la vérité et la valeur de sa possession se retrouvent jusque dans les conditions de possibilité des relations individuelles.

### Bernard Williams
Dans son étude de généalogie, Bernard Williams soutient que la valeur de la vérité réside dans son importance pour toute interaction humaine fructueuse et en particulier pour l'instauration de la confiance.
Williams aborde le problème de la valeur de la vérité (comprise comme correspondance entre énoncé et monde) par la tension qu'elle entretient avec notre désir de véracité (en anglais truthfullness). Pour Williams, ce désir signifie que nous entretenons des « soupçons persistants », nous tenons à ne pas être dupes et recherchons avidement à « aller au-delà des apparences pour débusquer les structures et motifs qui se cachent derrière elles ». Ce désir de véracité peut, selon Williams, nous mener à critiquer certains discours présentés comme la vérité (en histoire par exemple) et accepter au bout du compte qu'il n'y a pas de vérité. En somme, poursuivre la véracité nous fait rejeter la vérité.
Or, Williams soutient que malgré cette tension initiale, nous devons reconnaître la valeur de la vérité, précisément à cause de notre désir de véracité. Clancy W. Martin résume l’argument de Williams à peu près ainsi :
1. La bonne entente requiert la véracité ;
2. Or, la véracité requiert qu’il y ait au moins quelques vérités ;
3. Donc, la bonne entente requiert qu'il y ait au moins quelques vérités.

Pour établir la prémisse (2), Williams étudie les vertus de la véracité. Pour Williams, la vérité reste une notion métaphysique et épistémologique à propos de laquelle nous ne pouvons dire que peu de chose alors que la véracité révèle la richesse morale de la vérité. La véracité possède pour Williams deux vertus cardinales, deux qualités humaines « qui se manifestent dans le désir de connaître la vérité, dans sa découverte, dans la communication qu’ils [les humains] en font à autrui ». Il s’agit de l’exactitude et de la sincérité. La première se manifeste dans l’effort d’objectivité et d’honnêteté que déploient les gens lorsqu’ils cherchent à établir le vrai et le faux et la seconde dans l’effort fourni pour communiquer ce qu’ils pensent vrai ou faux. Pour le dire autrement, les individus sincères cherchent à être des locuteurs dignes de confiance qui ne trompent pas.
Pour établir la prémisse (1), Williams étudie un État de Nature fictionnel. Cela nous aide à comprendre comment certaines dispositions humaines (y compris l'exactitude et la sincérité) ont pu émerger en tant que valeurs. Les humains partagent un langage commun et s’en servent pour communiquer notamment ce qu’ils savent ou croient savoir — et donc ce qu’ils pensent être vrai, car selon Williams personne ne peut croire une proposition tout en la croyant fausse. Ainsi se forme un ensemble d’information auquel chacun contribue et auquel chacun a accès, ce qui pousse les humains à faire preuve de véracité. C'est ce qui leur permet de s'entendre, en établissant des liens de confiance.
En somme, pour Williams, nous devons reconnaître que la vérité a une valeur intrinsèque, sans quoi les vertus qui lui sont relatives (les vertus de la véracité) ne pourraient être maintenues au sein de la communauté, ce qui la mettrait en danger (chacun ayant la possibilité de tricher selon ses intérêts).